# Luxemburg op het Eurovisiesongfestival 1958
Luxemburg nam deel aan het  Eurovisiesongfestival 1958 in Hilversum, Nederland. Het was de derde deelname van het land aan het Eurovisiesongfestival. 

## Selectieprocedure
De Belgische zangeres Solange Berry was geselecteerd door Luxemburgse omroep om het groothertogdom te vertegenwoordigen op het songfestival. Het lied Un grand amour werd speciaal voor het festival geschreven.

## In Hilversum
Het festival werd gehouden op 12 maart. Luxemburg trad op als vierde van tien deelnemers, na Frankrijk en voor Zweden. Na de stemming had Luxemburg 1 punt ontvangen, met als resultaat een laatste plaats. De Luxemburgse omroep was hier zo kwaad over, dat ze het songfestival van 1959 oversloegen.
België · Denemarken · Frankrijk · Italië · Luxemburg · Nederland · Oostenrijk · West-Duitsland · Zwitserland · Zweden
1956 · 1957 · 1958 · 1959 · 1960 · 1961 · 1962 · 1963 · 1964 · 1965 · 1966 · 1967 · 1968 · 1969 · 1970 · 1971 · 1972 · 1973 · 1974 · 1975 · 1976 · 1977 · 1978 · 1979 · 1980 · 1981 · 1982 · 1983 · 1984 · 1985 · 1986 · 1987 · 1988 · 1989 · 1990 · 1991 · 1992 · 1993 · 1994-2023 · 2024 · 2025